# Mount Storegutt
Mount Storegutt är ett berg i Antarktis. Det ligger i Östantarktis. Australien gör anspråk på området. Toppen på Mount Storegutt är 1 466 meter över havet.
Terrängen runt Mount Storegutt är huvudsakligen lite kuperad. Trakten är obefolkad. Det finns inga samhällen i närheten.